# Gorges de Ponserand
Les gorges de Ponserand sont un défilé de France situé en Savoie, dans la vallée de la Tarentaise, sur le cours de l'Isère, entre Moûtiers et Aigueblanche. Elles sont franchies par la route nationale 90 en partie en tunnel et par la ligne de Saint-Pierre-d'Albigny à Bourg-Saint-Maurice via un autre tunnel.

## Toponymie
Les gorges tiennent leur nom du hameau de Ponserand situé à Salins-Fontaine, à environ 800 mètres en amont des gorges, en rive gauche du Doron de Bozel. Les gorges et le hameau se sont orthographiés « Pont Séran » au moins jusque dans les années 1950.
En aval, la sortie des gorges est appelée « Échelles d'Hannibal ».

## Géographie

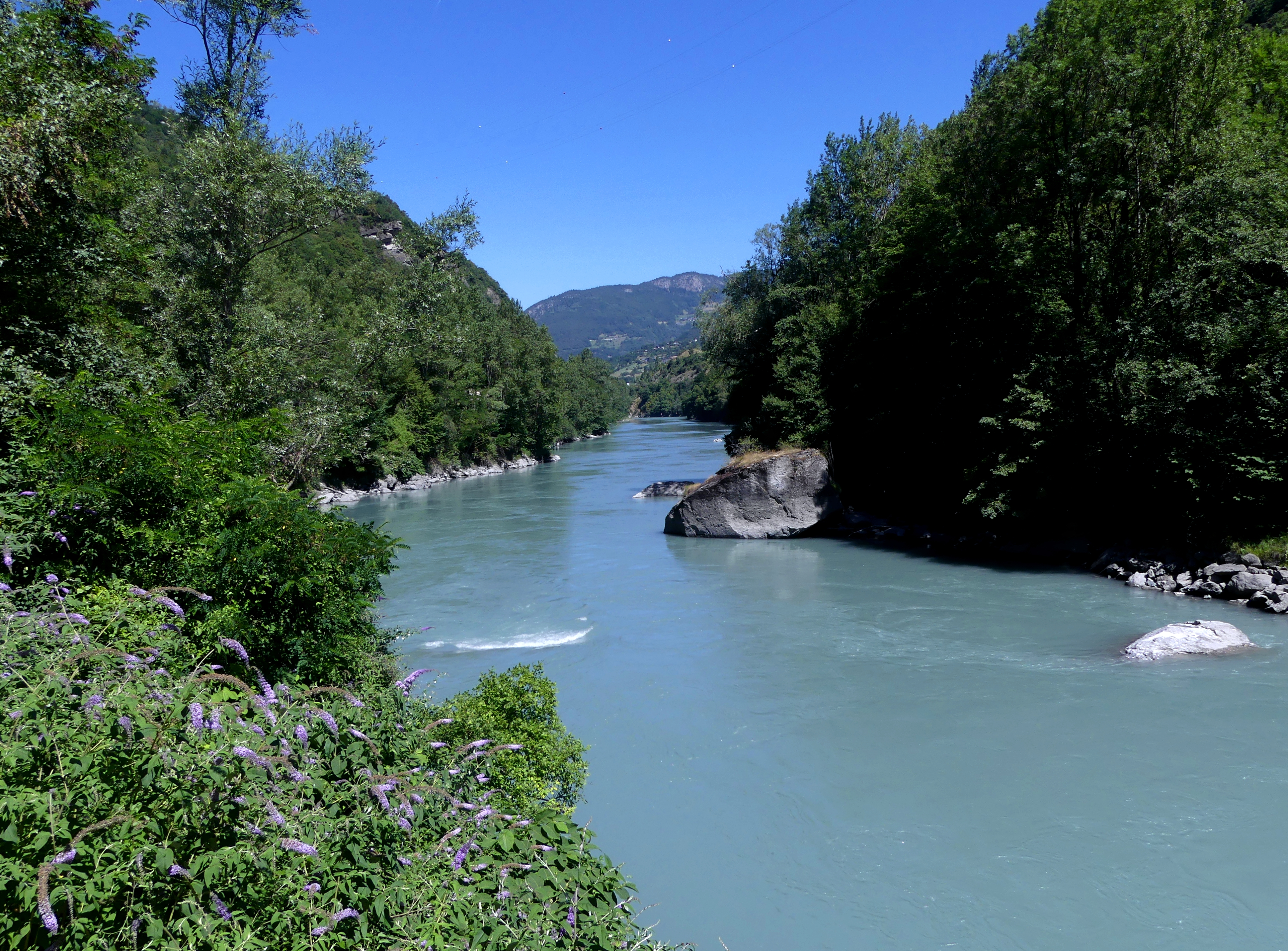
L'Isère à l'entrée des gorges en direction d'Aigueblanche.

Les gorges sont situées en Savoie, entre le massif du Beaufortain au nord et celui de la Vanoise au sud, dans la vallée de la Tarentaise, au sud-est d'Albertville, entre Aigueblanche en aval et Moûtiers en amont. Elles sont intégralement situées sur le territoire communal de Grand-Aigueblanche, les limites communales avec Moûtiers, Salins-Fontaine et Hautecour passant à l'entrée des gorges au sud-est.
Relativement rectilignes et orientées nord-ouest-sud-est, elles mesurent 1 300 mètres de longueur pour 100 mètres de largeur. Le lit de l'Isère juste après sa confluence avec le Doron de Bozel et son brusque changement de direction du sud-ouest vers le nord-ouest se trouve ici à environ 470 mètres d'altitude — 472 mètres en amont et 460 mètres en aval — si bien que les gorges ont une profondeur d'environ 900 mètres, encadrées par la roche Plate (1 319 mètres) au nord-nord-est et le bois de Pierre Rousse (1 500 mètres) au sud-sud-ouest.
Une station d'épuration est installée au centre des gorges, en rive gauche. Le barrage des Échelles-d'Hannibal entrave le cours de l'Isère à la sortie des gorges, créant une retenue de faible étendue. Cette installation fonctionne avec la centrale hydroélectrique de Sainte-Hélène-La-Coche située en rive gauche juste à la sortie des gorges ; l'une des lignes électriques à haute tension de la centrale passe dans les gorges. L'urbanisation s'étend en aval avec le bourg d'Aigueblanche et en amont avec celui de Moûtiers.
Les gorges constituent le point de passage obligatoire entre les parties de la vallée de la Tarentaise en amont et en aval de Moûtiers. Elles sont franchies en rive droite par la route nationale 90, la route départementale 990 — ancienne route nationale 90 déclassée — ainsi que la ligne de Saint-Pierre-d'Albigny à Bourg-Saint-Maurice et en rive gauche par une route de service de la station d'épuration et de la centrale hydroélectrique ainsi qu'un sentier de randonnée d'importance locale. Le resserrement important de la vallée constitué par les gorges ne permet pas de faire passer aisément ces infrastructures de transport. Ainsi, si la route nationale est à l'origine construite en balcon au-dessus de la rivière, les aménagements liés à la tenue des Jeux olympiques d'hiver de 1992 à Albertville la font depuis passer dans un tunnel dans le sens descendant, le sens montant empruntant toujours le tracé historique,,. À l'extrémité amont du tunnel, les deux chaussées de la route nationale franchissent l'Isère grâce à un pont composé de deux tabliers situés à des niveaux différents, la bretelle de sortie en direction de Moûtiers dans le sens montant passant perpendiculairement entre ces deux tabliers. La ligne de chemin de fer emprunte quant à elle un tunnel depuis sa construction en 1893 en évitant ainsi un passage dans les gorges.
En période hivernale, les gorges constituent le seul point de passage routier entre la vallée de la Tarentaise en amont de Moûtiers et les vallées en aval, les cols de Roselend en direction du Beaufortain, du Grand-Saint-Bernard en direction du val d'Aoste en Italie et de l'Iseran en direction de la Maurienne étant fermés à la circulation car non déneigés.
Les gorges forment un ancien verrou glaciaire sur le passage du glacier de l'Isère descendant la vallée de la Tarentaise lors de la dernière période glaciaire. Freinées dans leur progression, les glaces ont surcreusé le site actuel de Moûtiers, créant un ombilic glaciaire qui put un temps être occupé par un lac une fois les glaces retirées. Ce contexte géologique est lié à la présence d'une épaisse couche de roches plus résistantes à l'érosion composées de brèches du Jurassique et du Crétacé formant l'« unité du Quermoz » dans les gorges intercalée entre des terrains moins résistants à l'érosion qui sont d'une part des micaschistes, des schistes houillers, des schistes du Permien et des calcaires du Trias en amont au niveau de Moûtiers, de Salins-les-Thermes et de Hautecour et d'autre part des schistes argileux de l'Aalénien et des roches argilo-calcaires du Bajocien en aval au niveau d'Aigueblanche et de La Léchère,.

## Histoire

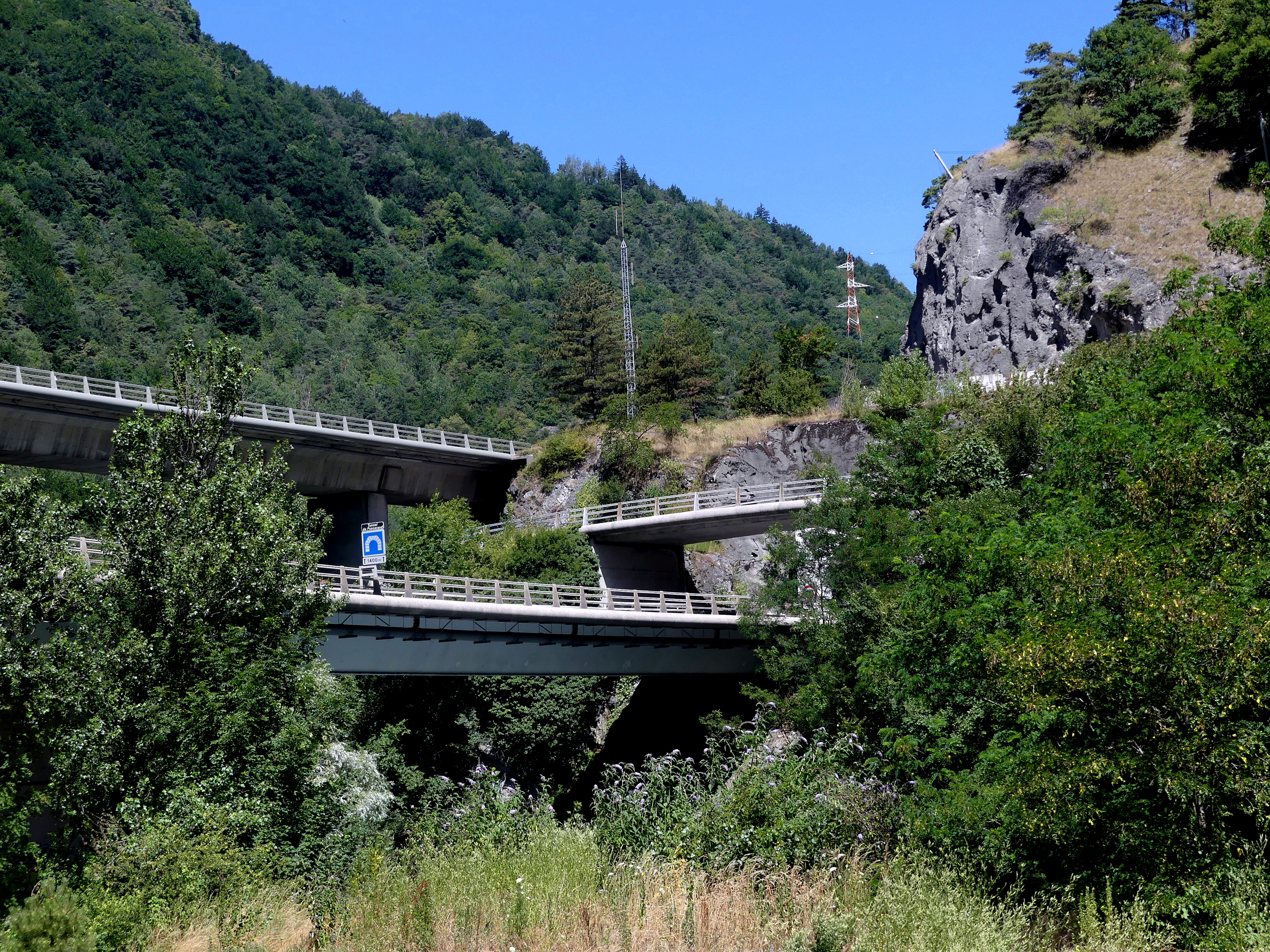
Les ponts de la route nationale 90 à Moûtiers en direction du tunnel de Ponserand à l'entrée des gorges.

Suivant le développement économique et démographique de la vallée de la Tarentaise, les gorges sont progressivement aménagées avec des voies de communication routières et ferroviaires ainsi que des infrastructures hydroélectriques, notamment au cours des XIXe et XXe siècles. Après l'aménagement d'une route en balcon au-dessus du lit de l'Isère, le train arrive dans la vallée en 1893 avec le prolongement depuis Albertville jusqu'à Moûtiers de la ligne de chemin de fer et le percement du tunnel des Esserts permettant d'éviter les gorges. Avec la tenue des Jeux olympiques d'hiver de 1992 à Albertville, la route nationale est aménagée en voie rapide entre Albertville et Moûtiers et le franchissement des gorges est facilité avec le percement du tunnel de Ponserand.
L'aménagement en voie rapide inclut un système de régulation de la circulation routière dans le sens montant avec l'installation de feux de circulation à la hauteur du hameau de Grand Cœur, à environ 2,5 kilomètres avant d'entrer dans les gorges. Ils permettent de réguler la circulation en cas de trafic important comme c'est le cas lors des chassés-croisés des vacances scolaires en période hivernale afin d'éviter la formation de ralentissements et d'embouteillages dans des secteurs de Tarentaise exposés aux chutes de rochers, dont les gorges de Ponserand. Ce dispositif se révèle efficace le 1er février 2025 lorsqu'en fin de matinée en ce samedi de début de vacances scolaires d'hiver, une chute de rochers se produit à la sortie des gorges, au niveau des Échelles d'Hannibal, après le feu de circulation qui retient la plupart des véhicules,. Les rochers dont trois gros blocs descendant de la roche Plate s'arrêtent sur la chaussée, ne percutant qu'une seule voiture en blessant légèrement sa conductrice,. À la suite de cet incident, des élus locaux dont le député de Savoie Vincent Rolland réclament le percement d'un second tube dans le tunnel de Ponserand afin d'y faire transiter le trafic routier montant, ce qui aurait pour conséquence de supprimer la circulation routière de transit dans les gorges.